# Teleoceras
Il teleocerato (gen. Teleoceras) è un rinoceronte estinto, vissuto tra il Miocene inferiore e il Pliocene inferiore (circa 17 - 4 milioni di anni fa), i cui resti fossili sono stati ritrovati in Nordamerica.

## Un rinoceronte - ippopotamo
Questo animale, pur essendo strettamente imparentato con i moderni rinoceronti, aveva un aspetto molto simile a quello di un ippopotamo, e di quest'ultimo probabilmente rispecchiava anche le abitudini di vita. Le zampe erano cortissime e molto robuste, adatte a sorreggere un corpo eccezionalmente lungo e voluminoso. La testa era probabilmente dotata di un piccolo corno posto sopra le narici. Teleoceras era un rinoceronte di imponenti dimensioni: le specie più grandi (come Teleoceras fossiger) potevano raggiungere i 4 metri di lunghezza e 1,8 tonnellate di peso. È possibile che una specie (T. brachyrhinum) fosse dotata di una sorta di corta proboscide prensile, simile a quella dei tapiri (Prothero, 2005).
Teleoceras è facilmente riconoscibile per le sue zampe eccezionalmente corte e robuste, così come i piedi, e per il suo cranio dal muso corto e dalle creste lambdoidi larghe e rigonfie, come anche gli archi zigomatici. Le ossa nasali possedevano una caratteristica forma a U in sezione, e verso l'estremità anteriore erano corrugate, segno che dovevano sostenere un piccolo corno. Il primo incisivo superiore era ancora presente, al contrario di altri rinoceronti estinti come Aceratherium. I denti molari e premolari erano solitamente dotati di una corona molto alta (ipsodonti); i molari, in particolare, erano notevolmente ingranditi, a spese dei premolari. Nella maggior parte delle specie riferite al genere Teleoceras, il secondo premolare inferiore era scomparso. Oltre all'insolita robustezza delle zampe, Teleoceras era caratterizzato da un tubero del calcagno allungato e da un'articolazione tra scafoide e lunare (Prothero, 1998).

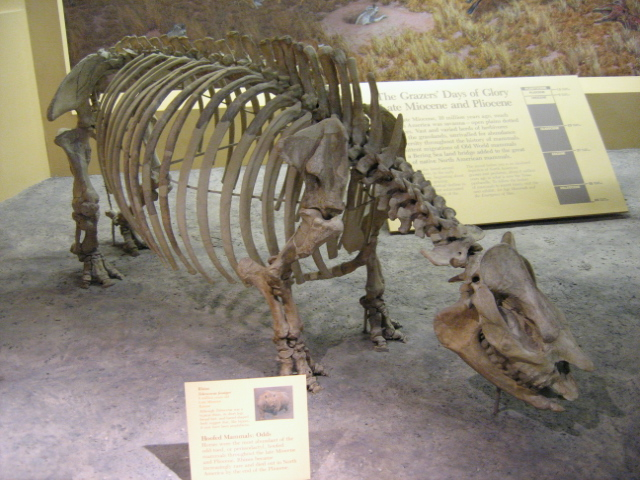
Scheletro di Teleoceras fossiger

## Classificazione
Il genere Teleoceras venne istituito nel 1894 da John Bell Hatcher, sulla base di fossili ritrovati nel Nebraska e risalenti al Miocene medio. La specie tipo è Teleoceras major, ma successivamente sono stati ritrovati numerosi altri fossili attribuiti a nuove specie del genere Teleoceras, tutte provenienti dagli Stati Uniti occidentali e centrali: T. americanum, T. brachyrhinum, T. felicis, T. fossiger, T. guymonense, T. hicksi, T. medicornutum, T. meridianum, T. proterum, T. aepysoma. L'ultima specie conosciuta è T. hicksi, vissuta fino al Pliocene inferiore (Webb et al., 2008). 

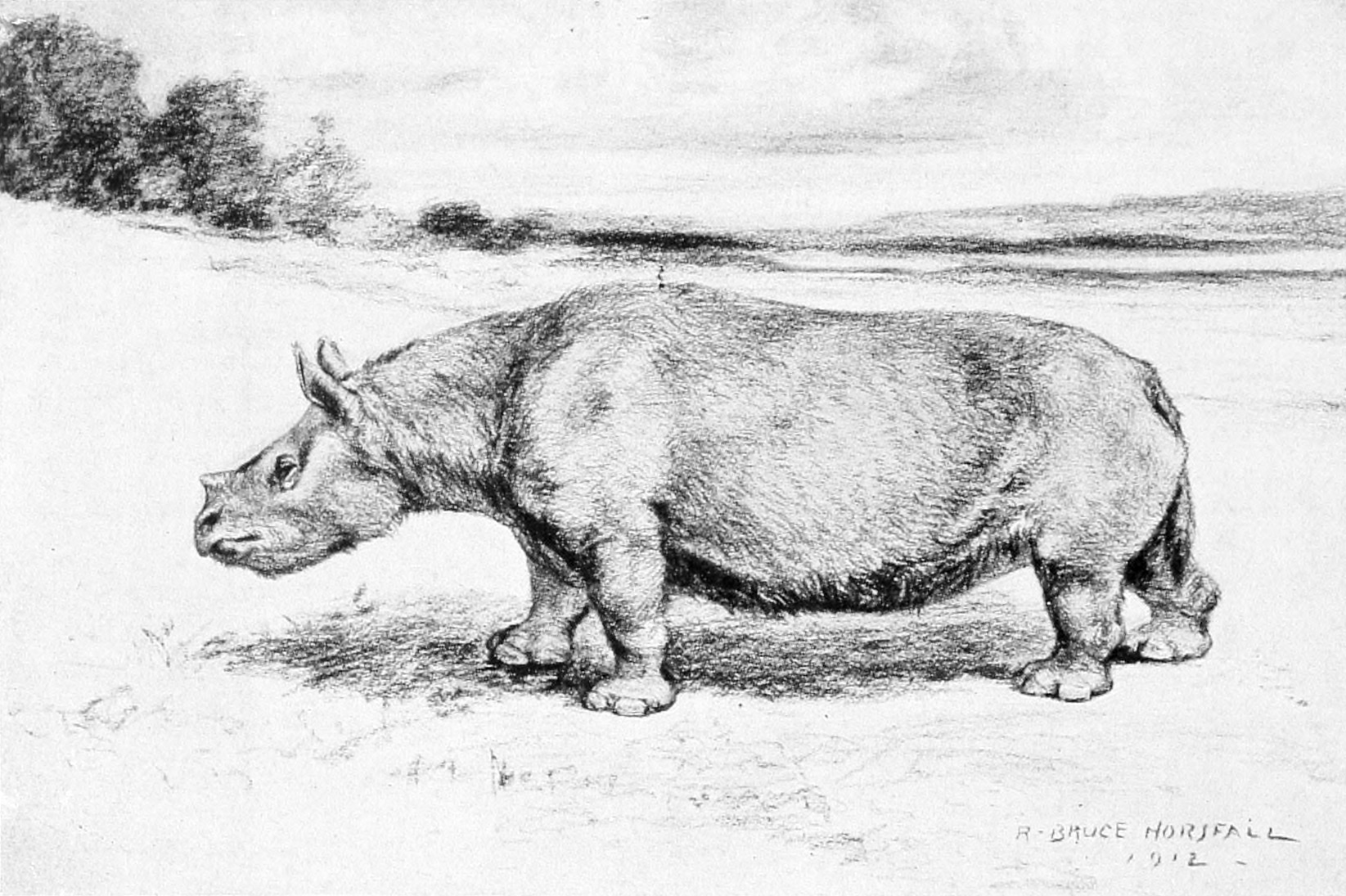
Ricostruzione di Teleoceras (1913)

Teleoceras è il genere eponimo dei teleoceratini, un gruppo di rinoceronti dalle zampe insolitamente corte tipici dell'Oligocene e del Miocene. Teleoceras, in particolare, rappresenta l'unico rappresentante americano del gruppo e anche il membro più derivato. Sembra che questo animale si sia originato da forme immigrate dall'Asia come Brachypotherium; le prime specie (T. americanum, inizialmente ascritto proprio al genere Brachypotherium) erano ancora di piccole dimensioni, e diedero origine a forme intermedie come T. medicornutum e successivamente a T. major, per poi culminare in T. fossiger dell'Hemphilliano inferiore, la forma più grande nota. Successivamente a questo periodo si assiste a una riduzione della taglia: una forma endemica della Florida, T. proterum, e la tarda T. hicksi sono notevolmente più piccole rispetto a T. fossiger.

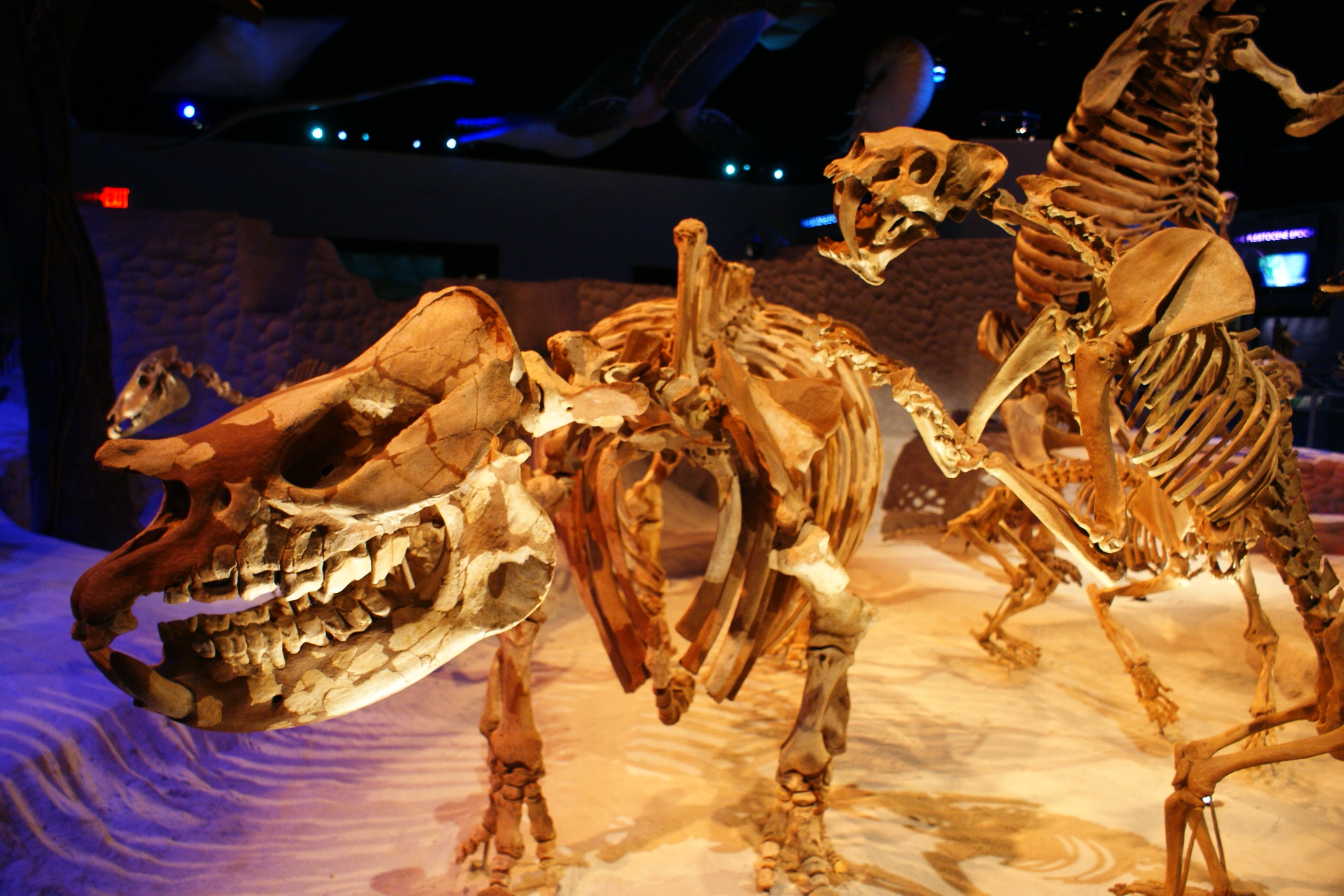
Scheletri di Teleoceras proterum e di Barbourofelis loveorum

## Paleoecologia
Senza dubbio il teleocerato frequentava le rive dei fiumi e dei laghi del Nordamerica (numerosi resti fossili sono stati trovati nel parco dell'Ashfall Fossil Beds nel Nebraska), passando gran parte del suo tempo in acqua. Teleoceras era sostanzialmente un analogo degli attuali ippopotami. Ciò sarebbe provato non solo dal ritrovamento dei fossili in antichi ambienti fluviali e dalla corporatura, ma anche dall'analisi della struttura delle popolazioni (Prothero, 1998). Sembra che Teleoceras vivesse fianco a fianco di un altro rinoceronte dalle caratteristiche diverse, Aphelops. Entrambi questi animali subirono una drastica riduzione nel Messiniano, fino a scomparire immediatamente dopo, forse a causa di un mutamento climatico che coinvolse anche la vegetazione.

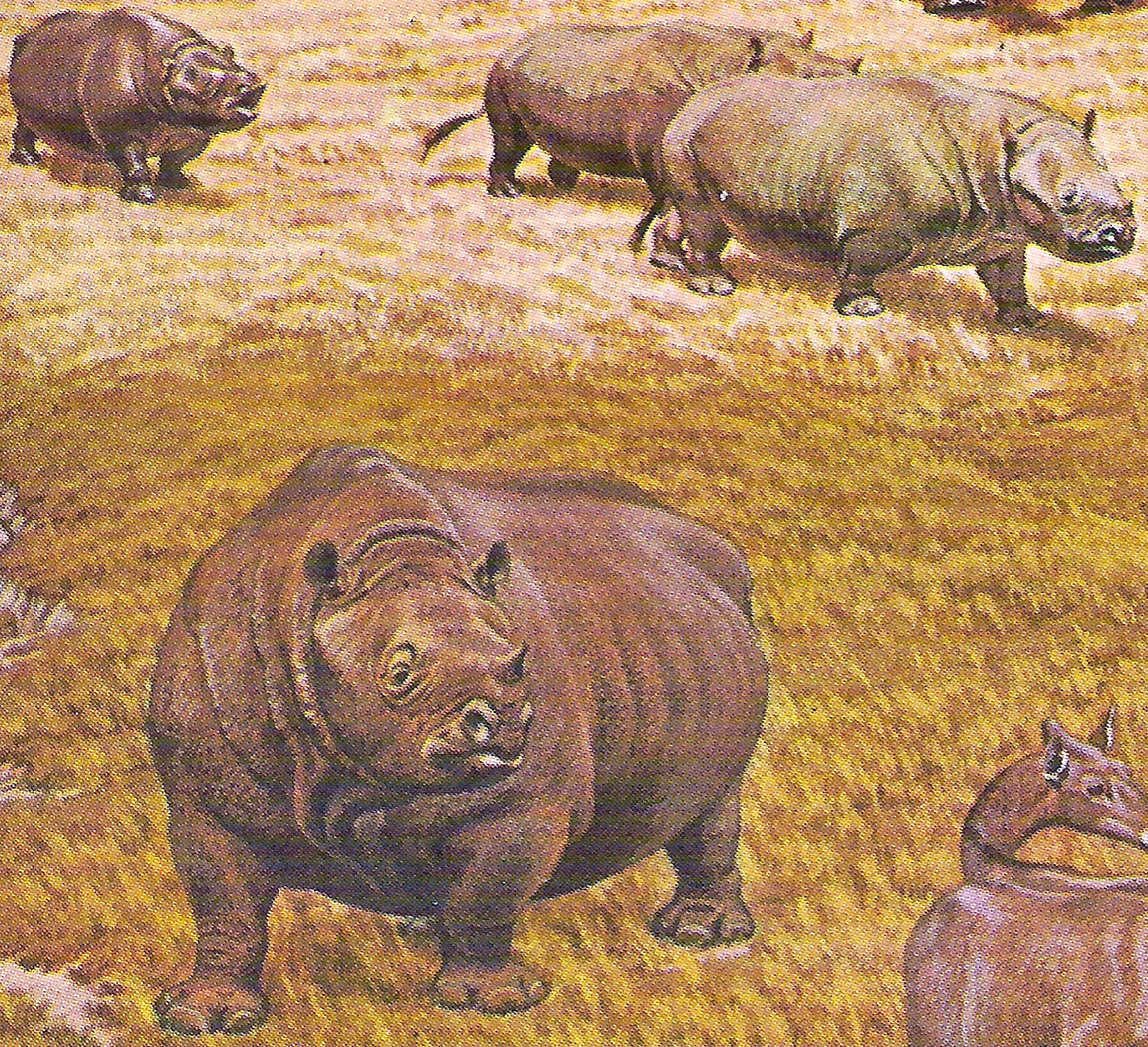
Ricostruzione di Teleoceras nel suo ambiente, esposta nel Smithsonian Museum